# Alligator Rock
Der Alligator Rock ist ein Klippenfelsen in der Kooperationssee vor der Küste des ostantarktischen Mac-Robertson-Lands.
Vermutlich nahmen russische Wissenschaftler seine Benennung vor.